# Marya Zaturenska

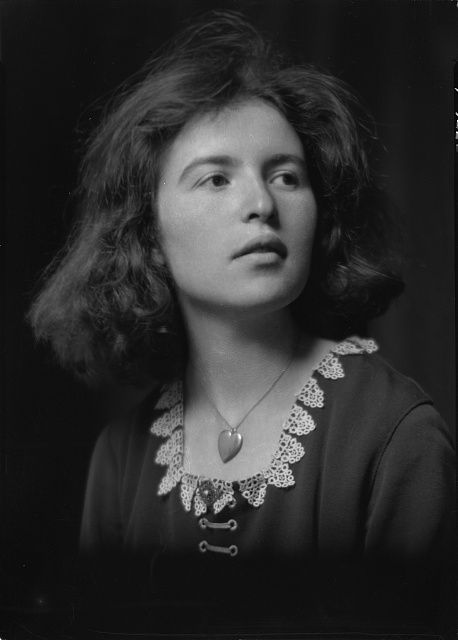
Marya Zaturensky, April 1921

Marya Zaturenska (* 12. September 1902 (?) in Kiew; † 19. Januar 1982 in Shelburne Falls) war eine amerikanische Schriftstellerin.

## Leben
Gesicherte Angaben über die Geburt und die frühesten Lebensjahre Marya Zaturenskas fehlen ihrem Sohn Patrick Gregory zufolge. Als Geburtstag habe sie den 12. September vermutlich ein wenig willkürlich festgesetzt, schreibt er in seiner Einleitung zu der Tagebücher-Edition. Das Jahr habe sie erinnert, auf einem offiziellen Dokument gelesen zu haben.  Die aus der Ukraine stammende jüdische Familie Zaturenskas emigrierte vermutlich 1910 in die USA. Wenig später starb ihre Mutter. Der Vater, ein Schneider, heiratete erneut. In New York besuchte Marya die öffentliche Schule und später die weiterführende Abendschule, während sie tagsüber in einer Kleiderfabrik arbeitete. Der Abschluss dort erlaubte ihr, ein Studium an der University of Wisconsin–Madison aufzunehmen. Sie erhielt 1912 die amerikanische Staatsbürgerschaft. Bereits als Teenager publizierte sie erste Gedichte. Ab 1920 erscheinen sie regelmäßig im Poetry Magazine, wo Zaturenska ab 1921 auch als Kritikerin in Erscheinung tritt. Im Jahr 1925 heiratete sie den Lyriker Horace Gregory, mit dem sie zwei Kinder hatte, Patrick und Joanna Gregory. Die Ehe hält bis zum Tode Gregorys, der ein halbes Jahr vor ihr stirbt.
Insgesamt veröffentlichte Zaturenska zwischen 1934 und 1974 acht Gedichtbände. Berühmt wurde zumal Cold morning sky, der 137 erschien und 1938 mit dem Pulitzer-Preis für Poesie ausgezeichnet wurde. Zusammen mit ihrem Mann veröffentlichte sie 1942 eine in Dichter-Porträts gegliederte Literaturgeschichte der American Poetry 1900-1940. Sie zeichnet sich dadurch aus, dass sie besonders das Schaffen der Dichterinnen ihrer Zeit würdigt und Existenz und Wert Schwarzer Dichtung anerkennt und ihr einen Platz im Kanon zuzuweisen versucht. Ab den späten 1950er-Jahren trat das Paar auch als Herausgeber verschiedener Anthologien in Erscheinung.
Neben ihren Gedichtbänden wie Threshold and hearth (1934) oder The listening landscape (1941) verfasste sie 1949 auch eine Biographie, in der sie das Leben der Christina Georgina Rossetti beschrieb. Ihr letztes Werk war der 1974 erschienene Gedichtband The hidden waterfall. Als interessantes Zeitdokument der New Yorker Literaturszene insbesondere während der Immigrationswelle infolge des Zweiten Weltkriegs gelten ihre Tagebücher, die 2001 in Auszügen veröffentlicht wurden. Sie zeigen sie als teils scharfzüngige Kritikerin der Dichtung ihrer Gegenwart.

## Werke
- Threshold and Heart. The Macmillan company, New York 1934 (englisch).
- Cold Morning Sky. Macmillan, New York 1937 (englisch).
- The Listening Landscape. Macmillan, New York 1941 (englisch).
- The Golden Mirror. The Macmillan company, New York 1944 (englisch).
- mit Horace Gregory: A History of American poetry, 1900-1940. Harcourt, Brace and Co., New York 1942 (englisch).
- Christina Rossetti, a Portrait with Background. Macmillan, New York 1949 (englisch).
- Selected poems. Grove Press, 1954 (englisch).
- Collected Poems. Viking Press, 1965 (englisch, archive.org).
- Terraces Of Light | Westport (CT). Greenwood Press, 1972 (englisch).
- The Hidden Waterfall: poems. Vanguard Press, 1974 (englisch, archive.org).
- The Diaries of Marya Zaturenska. 1938-1944. Syracuse University Press, Syracuse 2001 (englisch).
- New selected poems of Marya Zaturenska. Syracuse University Press, Syracuse 2002 (englisch).

## Herausgeberin
- gemeinsam mit Horace Gregory: The Mentor book of religious verse. New American Library, New York 1957 (englisch).
- gemeinsam mit Horace Gregory: The Crystal Cabinet. An Invitation to Poetry. Holt, Rinehart and Winston, New York 1962 (englisch).
- gemeinsam mit Horace Gregory: The Silver Swan. Poems of Romance and Mystery. Holt, Rinehart and Winston, New York 1966 (englisch).
- Selected poems of Christina Rossetti. Macmillan, New York 1970 (englisch).